# アレックス・シャルク
- アレックス・スハルク

アレックス・アドリアヌス・アントニウス・シャルク（Alex Adrianus Antonius Schalk、1992年8月7日 - ）は、オランダ・ブレダ出身のプロサッカー選手。エールステ・ディヴィジ・ADOデン・ハーグ所属。ポジションはフォワード。
「シャルク」はドイツ語読みであり、よりオランダ語に近い発音は「スハルク」。

## 来歴
地元クラブであるNACブレダの下部組織で育成され、その高い得点能力からドイツの名ストライカーであるゲルト・ミュラーのニックネーム「爆撃機」にちなんで「ブレダの爆撃機」（Der Bomber van Breda）と呼ばれた。2011年5月1日、エールディヴィジ第33節のヘラクレス・アルメロ戦で、オメル・バイラムとの交代で85分から途中出場しトップチームデビューを飾った。8月9日、NACブレダと2013年6月までの新契約を結んだ。
2013-14シーズンはブレダで出場機会を失い、PSVアイントホーフェンに期限付き移籍しエールステ・ディヴィジのセカンドチーム（ヨングPSV）でプレーした。ヨングPSVでは16試合に出場し、6ゴールを決めた。2014年6月28日、エールディヴィジのゴー・アヘッド・イーグルスにフリー移籍し単年契約を結んだ。
2015年10月、スコティッシュ・プレミアシップのロス・カウンティFCに移籍。2016年3月13日、スコティッシュリーグカップ決勝のハイバーニアンFC戦で2-1の勝利に導く決勝ゴールを決め、クラブ初のメジャータイトル獲得に大きく貢献した。2017年4月16日、スコティッシュ・プレミアシップのセルティックFC戦で88分にPKを得て2-2の引き分けに持ち込んだが、セルティックFCのブレンダン・ロジャーズ監督はPKにつながったシーンについて「明らかなダイブ」であり「露骨な不正行為」であるとしてシャルクを激しく非難した。後日、当該のシーンは「シミュレーション行為」に当たるとしてスコットランドサッカー協会のコンプライアンスオフィサーから2試合の出場停止処分を言い渡された。
2018年7月、スイス2部・チャレンジリーグのセルヴェットFCに移籍。同シーズンの1部・スーパーリーグへの昇格に貢献し、2020-21シーズンには31試合で10得点を記録するなど主戦場のセンターフォワードや左ウィングとして4シーズンにわたってプレー。提携先の浦和レッズの欧州スカウトを務めるフェイエノールトのスカウトの目に留まり、2022年3月、浦和レッズへの完全移籍が決定した。
2022年3月25日、浦和レッズへの完全移籍が発表された。4月10日、味の素スタジアムで行われたJリーグ第8節FC東京戦で81分に小泉佳穂と代わって出場し、Jリーグデビューを果たした。2022年4月18日、タイのブリーラムスタジアムで行われたAFCチャンピオンズリーグ2022グループステージMD2山東泰山戦、ハーフタイム明けから投入されると53分に加入後初ゴールを決めた。また、76分には直接フリーキックを決め、この試合2得点を挙げた。しかし、リーグ戦では12試合出場と出番は少なく1年を通した活躍は無く、チームに貢献出来なかった。
2023年もリーグ戦7試合の出場のみで11月に契約満了が発表された。
2024年1月12日、ADOデン・ハーグと1年半契約を結び完全移籍。

## 人物
動物由来の食品を一切摂らないヴィーガンで、セルヴェットFC所属時の同僚だったガエル・クリシーの影響を受けて2020年頃より始めた。基本的にチームメートと同じ食事を摂るが、肉と魚は食べず、パスタなど炭水化物、プロテイン、豆腐、大豆を中心に野菜を多めに摂り、プロテインやシェークを追加する。

## 個人成績
| 国内大会個人成績 | 国内大会個人成績           | 国内大会個人成績 | 国内大会個人成績 | 国内大会個人成績 | 国内大会個人成績 | 国内大会個人成績 | 国内大会個人成績 | 国内大会個人成績 | 国内大会個人成績 | 国内大会個人成績 | 国内大会個人成績 |
| 年度             | クラブ                     | 背番号           | リーグ           | リーグ戦         | リーグ戦         | リーグ杯         | リーグ杯         | オープン杯       | オープン杯       | 期間通算         | 期間通算         |
| 年度             | クラブ                     | 背番号           | リーグ           | 出場             | 得点             | 出場             | 得点             | 出場             | 得点             | 出場             | 得点             |
| オランダ         | オランダ                   | オランダ         | オランダ         | リーグ戦         | リーグ戦         | リーグ杯         | リーグ杯         | KNVBカップ       | KNVBカップ       | 期間通算         | 期間通算         |
| ---------------- | -------------------------- | ---------------- | ---------------- | ---------------- | ---------------- | ---------------- | ---------------- | ---------------- | ---------------- | ---------------- | ---------------- |
| 2010-11          | ブレダ                     | 34               | エールディヴィジ | 1                | 0                | -                | -                | 0                | 0                | 1                | 0                |
| 2011-12          | ブレダ                     | 15               | エールディヴィジ | 32               | 6                | -                | -                | 1                | 0                | 33               | 6                |
| 2012-13          | ブレダ                     | 9                | エールディヴィジ | 20               | 3                | -                | -                | 3                | 2                | 23               | 5                |
| 2013-14          | ブレダ                     | 9                | エールディヴィジ | 5                | 1                | -                | -                | 1                | 0                | 6                | 1                |
| 2013-14          | ヨングPSV                  | -                | エールステ       | 16               | 6                | -                | -                | 0                | 0                | 16               | 6                |
| 2014-15          | ゴー・アヘッド・イーグルス | -                | エールディヴィジ | 20               | 4                | -                | -                | 1                | 0                | 21               | 4                |
| 2015-16          | ゴー・アヘッド・イーグルス | -                | エールステ       | 2                | 0                | -                | -                | 0                | 0                | 2                | 0                |
| スコットランド   | スコットランド             | スコットランド   | スコットランド   | リーグ戦         | リーグ戦         | S・リーグ杯      | S・リーグ杯      | スコティッシュ杯 | スコティッシュ杯 | 期間通算         | 期間通算         |
| 2015-16          | ロス・カウンティ           | 23               | プレミア         | 25               | 5                | 3                | 2                | 4                | 2                | 32               | 9                |
| 2016-17          | ロス・カウンティ           | 23               | プレミア         | 32               | 5                | 4                | 3                | 2                | 0                | 38               | 8                |
| 2017-18          | ロス・カウンティ           | 10               | プレミア         | 30               | 11               | 5                | 2                | 1                | 0                | 36               | 13               |
| スイス           | スイス                     | スイス           | スイス           | リーグ戦         | リーグ戦         | スイス杯         | スイス杯         | オープン杯       | オープン杯       | 期間通算         | 期間通算         |
| 2018-19          | セルヴェット               | 13               | チャレンジ       | 27               | 9                | 1                | 0                | -                | -                | 28               | 9                |
| 2019-20          | セルヴェット               | 13               | スーパー         | 21               | 7                | 1                | 0                | -                | -                | 22               | 7                |
| 2020-21          | セルヴェット               | 11               | スーパー         | 31               | 10               | 2                | 0                | -                | -                | 33               | 10               |
| 2021-22          | セルヴェット               | 10               | スーパー         | 19               | 2                | 1                | 3                | -                | -                | 21               | 5                |
| 日本             | 日本                       | 日本             | 日本             | リーグ戦         | リーグ戦         | リーグ杯         | リーグ杯         | 天皇杯           | 天皇杯           | 期間通算         | 期間通算         |
| 2022             | 浦和                       | 17               | J1               | 12               | 1                | 0                | 0                | 1                | 0                | 13               | 1                |
| 2023             | 浦和                       | 17               | J1               | 7                | 1                | 4                | 1                | 0                | 0                | 11               | 2                |
| オランダ         | オランダ                   | オランダ         | オランダ         | リーグ戦         | リーグ戦         | リーグ杯         | リーグ杯         | KNVBカップ       | KNVBカップ       | 期間通算         | 期間通算         |
| 2023-24          | ADOデン・ハーグ            | 10               | エールステ       | 17               | 3                | -                | -                | 1                | 0                | 18               | 3                |
| 2024-25          | ADOデン・ハーグ            | 10               | エールステ       |                  |                  |                  |                  |                  |                  |                  |                  |
| 通算             | オランダ                   | オランダ         | エールディヴィジ | 78               | 14               | -                | -                | 6                | 2                | 84               | 16               |
| 通算             | オランダ                   | オランダ         | エールステ       | 35               | 9                | -                | -                | 1                | 0                | 36               | 9                |
| 通算             | スコットランド             | スコットランド   | プレミア         | 87               | 21               | 12               | 7                | 7                | 2                | 106              | 30               |
| 通算             | スイス                     | スイス           | スーパー         | 71               | 19               | 4                | 3                | -                | -                | 76               | 22               |
| 通算             | スイス                     | スイス           | チャレンジ       | 27               | 9                | 1                | 0                | -                | -                | 28               | 9                |
| 通算             | 日本                       | 日本             | J1               | 19               | 2                | 4                | 1                | 1                | 0                | 24               | 3                |
| 総通算           | 総通算                     | 総通算           | 総通算           | 300              | 71               | 21               | 11               | 14               | 4                | 335              | 86               |

| 国際大会個人成績 | 国際大会個人成績 | 国際大会個人成績 | 国際大会個人成績 | 国際大会個人成績 |
| 年度             | クラブ           | 背番号           | 出場             | 得点             |
| AFC              | AFC              | AFC              | ACL              | ACL              |
| ---------------- | ---------------- | ---------------- | ---------------- | ---------------- |
| 2022             | 浦和             | 17               | 3                | 3                |
| 通算             | AFC              | AFC              | 3                | 3                |

その他の国際公式戦
- 2023年
  - AFCチャンピオンズリーグ2023/24・プレーオフ 1試合0得点

## タイトル

### クラブ
ロス・カウンティ
- スコティッシュリーグカップ: 2015–16

セルヴェット
- スイス・チャレンジリーグ: 2018–19

浦和レッズ
- AFCチャンピオンズリーグ: 2022